# Hôtel de Brucelles
L'hôtel de Brucelles se situe au 19 rue des Changes, dans le centre historique de Toulouse et fut construit de 1527 à 1535 pour le capitoul Arnaud de Brucelles. L'hôtel à façade en corondage est orné de filetages de style gothique. Dans la cour, dans un style Renaissance, on trouve une des plus belles tours d'escalier octogonales de la ville, très richement ornée.
Cet hôtel particulier est inscrit monument historique le 18 septembre 1925.

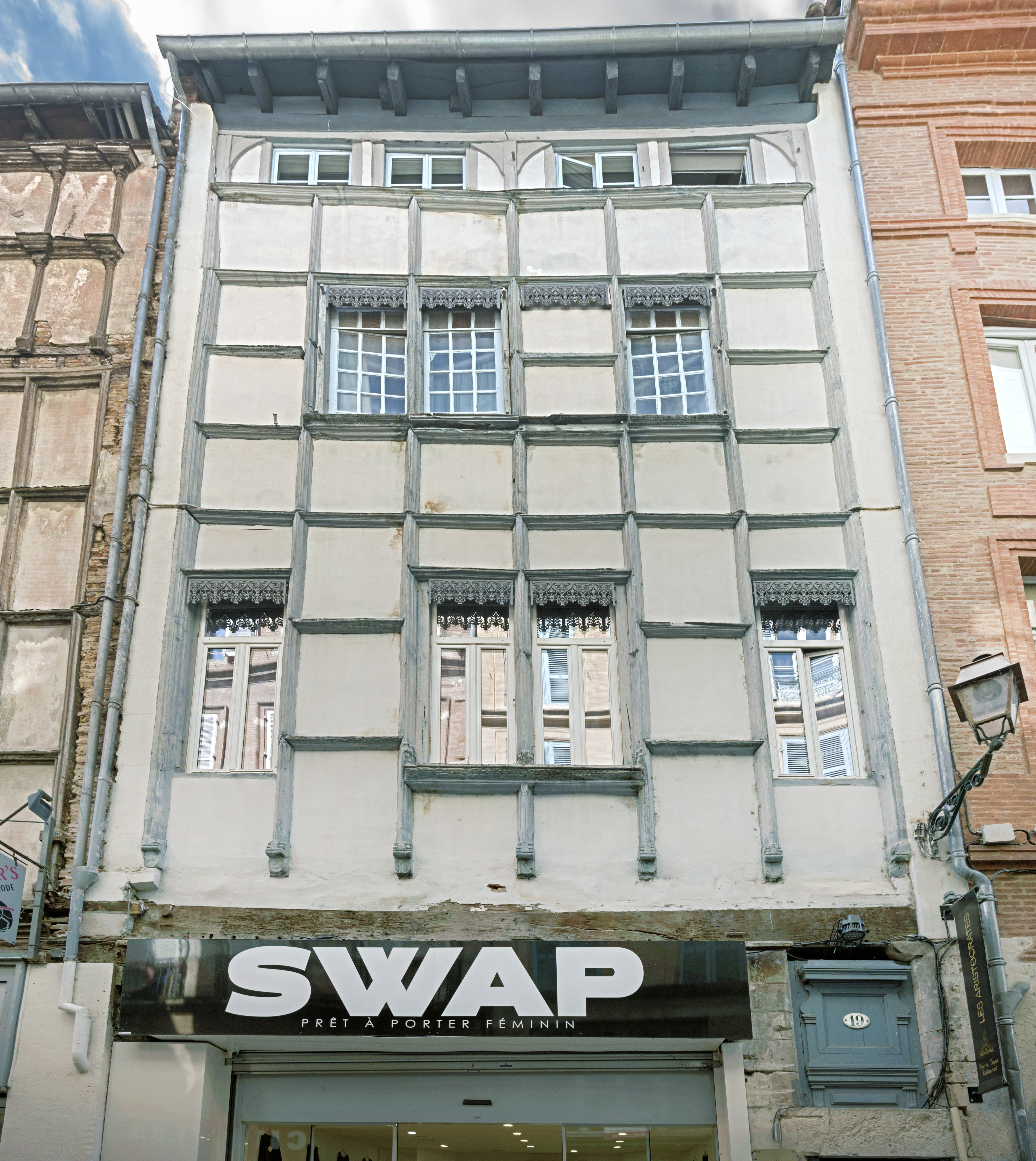
Façade sur la rue des Changes